# Landtage des Erzstifts Bremen

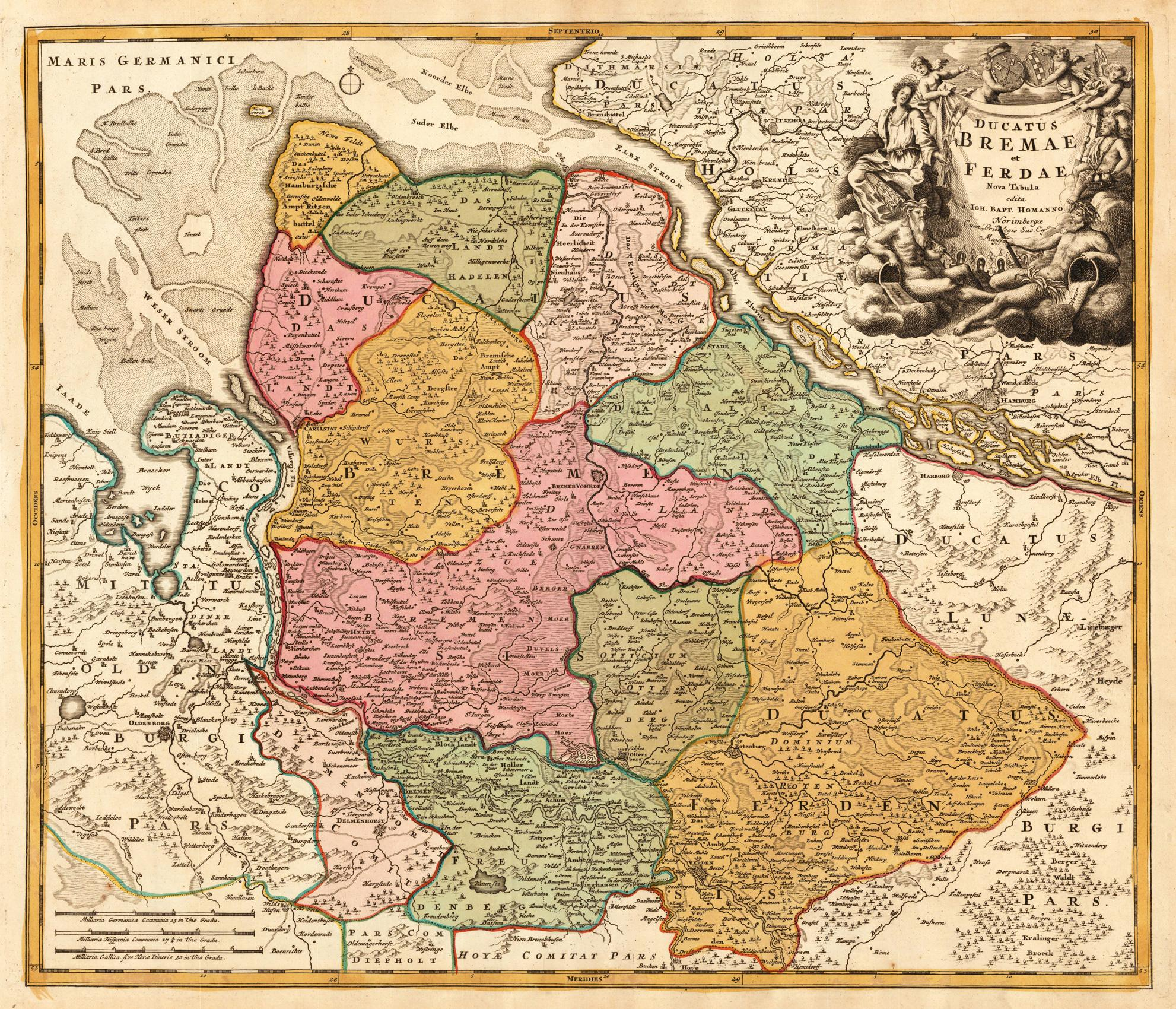
Herzogtum Bremen-Verden um 1720

Landschaft der Herzogtümer Bremen und Verden

Die Landtage des Erzstifts Bremen wurden 1397 in Basdahl (heute in der Samtgemeinde Geestequelle) begründet durch eine Vereinbarung des Erzstifts Bremen und den Ständen. 
Zu den Ständen gehörten
- das Domkapitel Bremen
- die Ritterschaft des Erzstifts Bremen
- die Prälaten als Vertreter der Geistlichkeit
- die Städte im Erzstift

Tagungsort war durchweg von 1398 bis 1599 Basdahl und hier im Hohlen Grund auf dem Steingraben an der Straße zwischen Basdahl und Kuhstedt. 1542 und 1627 fanden die Tagungen in Bremen im Haus des Domkapitels statt.
Nach dem Dreißigjährigen Krieg fanden seit 1648 nur noch die Rittertage der Ritterschaft in Basdahl statt, von 1698 bis 1806 im dortigen Ritterhaus und danach in Stade.